# Kygo
Кірре Горвелл-Даль (норв. Kyrre Gørvell-Dahll; нар. 11 вересня 1991, Сінгапур), більш відомий під своїм сценічним ім'ям Kygo — норвезький ді-джей і музичний продюсер.
Кірре отримав міжнародну увагу своїм реміксом на пісню «I See Fire» Еда Ширана. Також став популярним завдяки синглу «Firestone»(2014), який має понад 1.1млрд  переглядів на YouTube.
В 2018 році Kygo зайняв 32 місце в списку кращих діджеїв світу за версією журналу DJ Magazine.

## Біографія
Kygo народився 11 вересня 1991 року в Сінгапурі. У дитинстві часто подорожував зі своєю сім'єю. У віці 6 років почав отримувати уроки гри на фортепіано. Коли йому було 15-16 років він почав створювати музику в Logic Studio за допомогою MIDI-клавіатури за допомогою навчальних курсів на YouTube.
1 грудня 2014 року він випустив сингл «Firestone» за участю співака Конрада Сьюелла (англ. Conrad Sewell), який отримав міжнародне визнання і дебютував в декількох чартах по всьому світу. Після цього він став отримувати пропозиції про створення офіційних реміксів для таких виконавців, як Avicii та Coldplay. Він також виступав на найбільших музичних фестивалях, таких як Tomorrowland і Ultra Music Festival.
13 травня 2016 року він випустив свій дебютний студійний альбом під назвою Cloud Nine, який став платиновим в декількох країнах.
3 листопада 2017 року було випущено його другий студійний альбом під назвою Kids in Love. Альбом дебютував з першої позиції в хіт-параді Dance / Electronic Albums.

## Дискографія

### Альбоми
- 2016 Cloud Nine
- 2017 Kids in Love

### Мініальбоми
- 2017 Stargazing

### Сингли
| - 2013 — Epsilon - 2014 — Firestone (спільно з Conrad Sewell) - 2015 — ID (Ultra Music Festival Anthem) - 2015 — Stole the Show (спільно з Parson James) - 2015 — Nothing Left (спільно з Will Heard) - 2015 — Here for You (спільно з Ella Henderson) - 2015 — Stay (спільно з Maty Noyes) - 2016 — Coming Over (спільно з Dillon Francis при участі James Herse) - 2016 — Fragile (спільно з Labrinth) | - 2016 — Raging (спільно з Kodaline) - 2016 — I'm in Love (спільно з James Vincent McMorrow) - 2016 — Carry Me (спільно з Julia Michaels) - 2017 — It Ain't Me (спільно з Selena Gomez) - 2017 — First Time (спільно з Ellie Goulding) - 2017 — Stargazing (спільно з Justin Jesso) - 2017 — Kids in Love (спільно з The Night Game) - 2017 — Stranger Things (спільно з OneRepublic) - 2018 — Remind Me to Forget (спільно з Miguel) | - 2018 — Born to Be Yours (спільно з Imagine Dragons) - 2018 — Happy Now (спільно з Sandro Cavazza) - 2019 — Think About You (спільно з Valerie Broussard) - 2019 — Carry On (спільно з Rita Ora) - 2019 — Not OK (спільно з Chelsea Cutler) - 2019 — Kem kan eg ringe (спільно з Store P та Lars Vaular) - 2019 — Higher Love (спільно з Whitney Houston) |

## Тури
- Endless Summer Tour (2014)[3]
- Cloud Nine Tour (2016)[4]
- Kids in Love Tour (2018)[5]

## Нагороди та номінації
| Рік  | Нагорода                                                                  | Категорія                                                                | Номінант / робота                          | Результат    | Прим.        |
| ---- | ------------------------------------------------------------------------- | ------------------------------------------------------------------------ | ------------------------------------------ | ------------ | ------------ |
| 2015 | YouTube Music Awards                                                      | YouTube Music Video Award                                                | «Stole the Show»                           | Перемога     | [ 6 ]        |
| 2015 | MTV Europe Music Awards                                                   | Best Norwegian Act                                                       | Kygo                                       | Номінація    | [ 7 ]        |
| 2016 | International Dance Music Awards by Winter Music Conference               | Best Break-Through DJ                                                    | Kygo                                       | Перемога     | [ 8 ]        |
| 2016 | International Dance Music Awards by Winter Music Conference               | Best Break-Through Artist (Solo)                                         | Kygo                                       | Перемога     | [ 8 ]        |
| 2016 | International Dance Music Awards by Winter Music Conference               | Best Chillout/Lounge Track                                               | «Stole the Show»                           | Перемога     | [ 8 ]        |
| 2016 | Spellemannprisen '15                                                      | Årets Spellemann (Spellemann of the Year)                                | Kygo                                       | Перемога     | [ 9 ] [ 10 ] |
| 2016 | Spellemannprisen '15                                                      | Årets Nykommer & Gramostipend (Newcomer of the Year & Gramo Scholarship) | Kygo                                       | Номінація    | [ 9 ] [ 10 ] |
| 2016 | Spellemannprisen '15                                                      | Årets Musikkvideo (Music Video of the Year)                              | «Stole the Show»                           | Номінація    | [ 9 ] [ 10 ] |
| 2016 | Spellemannprisen '15                                                      | Årets Låt (Song of the Year)                                             | «Stole the Show»                           | Перемога     | [ 9 ] [ 10 ] |
| 2016 | Spellemannprisen '15                                                      | Årets Låt (Song of the Year)                                             | «Firestone»                                | Номінація    | [ 9 ] [ 10 ] |
| 2016 | Electronic Music Awards & Foundation * Still pending postponed award show | Best New Artist                                                          | Kygo                                       | В очікуванні | [ 11 ]       |
| 2016 | Electronic Music Awards & Foundation * Still pending postponed award show | Single of the Year                                                       | «Stole the Show»                           | В очікуванні | [ 11 ]       |
| 2016 | Spellemann & Music Norway                                                 | Eksportprisen '15 (The Export Prize '15)                                 | Kygo                                       | Перемога     | [ 12 ]       |
| 2016 | MTV Europe Music Awards                                                   | Best Norwegian Act                                                       | Kygo                                       | Номінація    | [ 13 ]       |
| 2016 | NRJ Music Awards                                                          | DJ de l'année (DJ of the Year)                                           | Kygo                                       | Номінація    | [ 14 ]       |
| 2017 | Spellemannprisen '16                                                      | Popsolist (Pop Solo Artist)                                              | Cloud Nine                                 | Номінація    | [ 15 ]       |
| 2017 | Spellemannprisen '16                                                      | Årets Låt (Song of the Year)                                             | «Stay»                                     | Номінація    | [ 15 ]       |
| 2017 | WDM Radio Awards                                                          | Best New Talent                                                          | Kygo                                       | Номінація    | [ 16 ]       |
| 2017 | Billboard Music Awards                                                    | Top Dance/Electronic Album                                               | Cloud Nine                                 | Номінація    | [ 17 ]       |
| 2017 | Teen Choice Awards                                                        | Choice Collaboration                                                     | «It Ain't Me» (shared with Selena Gomez)   | Номінація    | [ 18 ]       |
| 2017 | Teen Choice Awards                                                        | Choice Electronic/Dance Song                                             | «It Ain't Me» (shared with Selena Gomez)   | Номінація    | [ 19 ]       |
| 2017 | MTV Video Music Awards                                                    | Best Dance Video                                                         | «It Ain't Me» (shared with Selena Gomez)   | Номінація    | [ 20 ]       |
| 2017 | Nickelodeon Colombia Kids' Choice Awards                                  | Colaboración Favorita (Favorite Collaboration)                           | «It Ain't Me» (shared with Selena Gomez)   | Номінація    | [ 21 ]       |
| 2017 | Nickelodeon Mexico Kids' Choice Awards                                    | Colaboración Favorita (Favorite Collaboration)                           | «It Ain't Me» (shared with Selena Gomez)   | Номінація    | [ 22 ]       |
| 2017 | Nickelodeon Argentina Kids' Choice Awards                                 | Colaboración Favorita (Favorite Collaboration)                           | «It Ain't Me» (shared with Selena Gomez)   | Номінація    | [ 23 ]       |
| 2017 | LOS40 Music Awards                                                        | International Artist of the Year                                         | Kygo                                       | Номінація    | [ 24 ]       |
| 2017 | LOS40 Music Awards                                                        | Best International Video                                                 | «It Ain't Me» (shared with Selena Gomez)   | Перемога     | [ 24 ]       |
| 2017 | MTV Europe Music Awards                                                   | Best Norwegian Act                                                       | Kygo                                       | Номінація    | [ 25 ]       |
| 2017 | iHeartRadio Titanium Awards                                               | 1 Billion Total Audience Spins on iHeartRadio Stations                   | «It Ain't Me» (shared with Selena Gomez)   | Won          | [ 26 ]       |
| 2018 | Spellemannprisen '17                                                      | Årets Låt (Song of the Year)                                             | «It Ain't Me» (shared with Selena Gomez)   | Номінація    | [ 27 ]       |
| 2018 | WDM Radio Awards                                                          | Best Global Track                                                        | «It Ain't Me» (shared with Selena Gomez)   | Номінація    | [ 28 ]       |
| 2018 | WDM Radio Awards                                                          | Best Deep House DJ                                                       | Kygo                                       | Номінація    | [ 28 ]       |
| 2018 | Billboard Music Awards                                                    | Top Dance/Electronic Artist                                              | Kygo                                       | Номінація    | [ 29 ]       |
| 2018 | Billboard Music Awards                                                    | Top Dance/Electronic Album                                               | Stargazing                                 | Номінація    | [ 29 ]       |
| 2018 | Billboard Music Awards                                                    | Top Dance/Electronic Song                                                | «It Ain't Me» (shared with Selena Gomez)   | Номінація    | [ 29 ]       |
| 2018 | International Dance Music Awards by Winter Music Conference               | Best Live Act                                                            | Kygo                                       | Перемога     | [ 30 ]       |
| 2018 | MTV Europe Music Awards                                                   | Best Norwegian Act                                                       | Kygo                                       | Номінація    | [ 31 ]       |
| 2019 | Spellemannprisen '18                                                      | Årets Låt (Song of the Year)                                             | «Remind Me to Forget» (shared with Miguel) | Номінація    | [ 32 ]       |
| 2019 | iHeartRadio Music Awards                                                  | Dance Song of the Year                                                   | «Remind Me to Forget» (shared with Miguel) | Номінація    | [ 33 ]       |
| 2019 | iHeartRadio Music Awards                                                  | Dance Artist of the Year                                                 | Kygo                                       | Номінація    | [ 33 ]       |
| 2019 | Billboard Music Awards                                                    | Top Dance/Electronic Artist                                              | Kygo                                       | Номінація    | [ 34 ]       |
| 2019 | Billboard Music Awards                                                    | Top Dance/Electronic Album                                               | Kids in Love                               | Номінація    | [ 34 ]       |